# 大西風雅
大西 風雅（おおにし ふうが、2004年2月23日 - ）は、日本のアイドル、俳優、歌手、タレント。関西ジュニア内男性アイドルグループ・Lil かんさいの元メンバー。愛称は、ふうさん。
京都府出身。STARTO ENTERTAINMENT所属。

## 来歴
東日本大震災を機に、人を笑顔にできる人になりたいと思っていた頃、歌番組で観た山下智久に憧れ、近所のおばちゃんの勧めもあって自分で履歴書を送り、2014年11月23日、オーディションを受け、小学5年生の時にジャニーズ事務所に入所。その1年後に嵐の京セラドーム大阪でのコンサートに出演。
2019年1月22日に結成されたLil かんさいのメンバーに選ばれ、2019年2月に『ジャニーズWEST LIVE TOUR 2019 WESTV!』の大阪城ホール公演でファンにお披露目された。
2024年11月、音楽劇『姉さんは、暖炉の上の、壺の中—My Sister Lives on the Mantelpiece』で初主演を務める。
2025年4月1日、Lil かんさいとしての活動を一区切りとし、今後は各メンバーが個々に活動していくことを発表した。

## 人物
- 好きな食べ物はいくら[11]。
- 家族構成は両親、4歳上の姉[4]。

## 出演
個人での出演のみ記載。グループとしての出演はLil かんさいを参照。

### テレビドラマ
- 年下彼氏 episode15「オトナのオトコ大作戦」（2020年5月31日、朝日放送テレビ） - 鶴田 役[12]
  - 年下彼氏2 episode17「オトナの恋、はじめてください」（2024年12月15日、朝日放送テレビ） - 主演・神崎望海 役[13][14]
- ジモトに帰れないワケあり男子の14の事情 episode12 「憂鬱なオトコたち」（2021年6月12日、テレビ朝日） - 主演・ジュオン 役[15]
- サムライカアサン（2021年10月11日 - 12月13日、日本テレビ） - 伊佐木武士 役[16]

### テレビ番組
- きらきん!（2022年4月1日 - 2025年3月28日、KBS京都） - 不定期コーナー[17]「大西風雅の京男デビュー☆」[18][19]

### 映画
- 東西ジャニーズJr. ぼくらのサバイバルウォーズ （2022年4月1日公開、松竹） - 猿川 役[20]

### ネット配信
- ワイルドトリッパー!!（2025年4月10日 - 、Prime Video）[21]

### 舞台
- JOHNNYS' Future WORLD（2016年10月8日 - 25日、梅田芸術劇場）[22]
- 少年たち 南の島に雪は降る（2017年8月2日 - 27日、大阪松竹座）[23]
- ちびっ子お笑い七変化 少年KABUKI（2018年5月4日 - 6日、国立文楽劇場小ホール）[24][25]
- 明日を駆ける少年たち （2018年8月4日 - 30日、大阪松竹座）[26]
- もしも塾 福岡公演（2023年4月19日、キャナルシティ劇場）[27]
- 姉さんは、暖炉の上の、壺の中—My Sister Lives on the Mantelpiece（2024年11月21日 - 12月1日、CBGKシブゲキ!!） - 主演・ジェイミー 役[9][28]
- 年下彼氏〜君のとなりで〜（2025年2月22日 - 3月9日、森ノ宮ピロティホール / 3月15日・16日、キャナルシティ劇場 / 3月22日 - 4月6日、東京グローブ座） - 主演・ハルト 役[29][30]
- サマータイムマシン・ブルース（2025年10月22日 - 11月2日〈予定〉、IMM THEATER / 11月6日・7日〈予定〉、COMTEC PORTBASE / 11月12日 - 16日〈予定〉、サンケイホールブリーゼ） - 木暮 役[31]

### コンサート
- 関西ジャニーズJr. 『春休みスペシャルshow 2016』（2016年3月31日 - 4月11日、大阪松竹座）[32]
- 関西ジャニーズJr. 春のSHOW合戦（2017年3月4日 - 28日、大阪松竹座）[33]
- 関西ジャニーズJr. 『X'mas SHOW 2017』（2017年12月1日 - 25日、大阪松竹座）[34]
- 関西ジャニーズJr. Concert 2018 〜Happy New ワン Year〜（2018年1月3日・4日、大阪城ホール）[35]
- 関西ジャニーズJr. 『春休みスペシャルShow 2018』（2018年3月1日 - 24日、大阪松竹座）[36]
- Fall in LOVE〜秋に関ジュに恋しちゃいなよ〜（2018年10月24日 - 11月4日、梅田芸術劇場メインホール）[37]
- 関西ジャニーズJr. 『X'mas Party!! 2018』（2018年11月30日 - 12月25日、大阪松竹座）[38]
- 大西風雅＆岡﨑彪太郎 Summer SpeciaL Concert 2025 （2025年7月26日 - 30日、Kanadevia Hall） [39]